# Norolles
Norolles är en kommun i departementet Calvados i regionen Normandie i norra Frankrike. Kommunen ligger i kantonen Blangy-le-Château som ligger i arrondissementet Lisieux. År 2022 hade Norolles 350 invånare.

## Befolkningsutveckling
Antalet invånare i kommunen Norolles
Referens:INSEE